# Piz Mitgel
Piz Mitgel är en bergstopp i Schweiz.   Den ligger i regionen Albula och kantonen Graubünden, i den östra delen av landet, 170 km öster om huvudstaden Bern. Toppen på Piz Mitgel är 3 159 meter över havet, eller 796 meter över den omgivande terrängen. Bredden vid basen är 4,4 km.
Terrängen runt Piz Mitgel är huvudsakligen mycket bergig. Närmaste större samhälle är St. Moritz, 19,5 km sydost om Piz Mitgel. 
I omgivningarna runt Piz Mitgel växer i huvudsak blandskog. Runt Piz Mitgel är det mycket glesbefolkat, med 5 invånare per kvadratkilometer.